# Classique 100 de la LNH
La Classique LNH100, en anglais : NHL100 Classic, est une partie de hockey sur glace disputée en plein air à Ottawa. Elle oppose, le 16 décembre 2017, les Sénateurs d'Ottawa aux Canadiens de Montréal. Cette affiche est celle du tout premier match disputé dans la ligue, 100 ans et trois jours auparavant.

## Effectifs
| No | Joueur              | Position       |
| -- | ------------------- | -------------- |
| 6  | Shea Weber          | Défenseur      |
| 8  | Jordie Benn         | Défenseur      |
| 11 | Brendan Gallagher   | Ailier droit   |
| 14 | Tomáš Plekanec      | Centre         |
| 20 | Nicolas Deslauriers | Ailier gauche  |
| 21 | David Schlemko      | Défenseur      |
| 22 | Karl Alzner         | Défenseur      |
| 24 | Phillip Danault     | Ailier gauche  |
| 26 | Jeff Petry          | Défenseur      |
| 27 | Alex Galchenyuk     | Ailier gauche  |
| 28 | Jakub Jeřábek       | Défenseur      |
| 31 | Carey Price         | Gardien de but |
| 37 | Antti Niemi         | Gardien de but |
| 41 | Paul Byron          | Ailier gauche  |
| 42 | Byron Froese        | Centre         |
| 43 | Daniel Carr         | Ailier gauche  |
| 54 | Charles Hudon       | Ailier gauche  |
| 65 | Andrew Shaw         | Centre         |
| 67 | Max Pacioretty      | Ailier gauche  |
| 92 | Jonathan Drouin     | Centre         |

| No | Joueur              | Position       |
| -- | ------------------- | -------------- |
| 1  | Mike Condon         | Gardien de but |
| 2  | Dion Phaneuf        | Défenseur      |
| 5  | Cody Ceci           | Défenseur      |
| 9  | Bobby Ryan          | Ailier droit   |
| 10 | Tom Pyatt           | Centre         |
| 14 | Alexandre Burrows   | Ailier gauche  |
| 15 | Zack Smith          | Centre         |
| 17 | Nate Thompson       | Centre         |
| 18 | Ryan Dzingel        | Centre         |
| 19 | Derick Brassard     | Centre         |
| 29 | Johnny Oduya        | Défenseur      |
| 33 | Fredrik Claesson    | Défenseur      |
| 40 | Gabriel Dumont      | Centre         |
| 41 | Craig Anderson      | Gardien de but |
| 44 | Jean-Gabriel Pageau | Centre         |
| 61 | Mark Stone          | Ailier droit   |
| 65 | Erik Karlsson       | Défenseur      |
| 68 | Mike Hoffman        | Centre         |
| 72 | Thomas Chabot       | Défenseur      |
| 95 | Matt Duchene        | Centre         |

## Feuille de match
| 16 décembre 2017 | Ottawa | 3-0 (0-0, 1-0, 2-0) | Montréal | Stade TD Place, Ottawa 33 959 spectateurs |

| Feuille de match | Feuille de match                                                                                          | Feuille de match | Feuille de match | Feuille de match |
| ---------------- | --- | ---------------- | ---------------- | ---------------- |
|                  | J. Pageau (E. Karlsson, T. Pyatt) — 34 min 55 s B. Ryan — 57 min 2 s N. Thompson (M. Stone) — 59 min 49 s | 0-0 1-0 2-0 3-0  |                  |                  |
| Craig Anderson   | Gardiens                                                                                                  | Carey Price      |                  |                  |
| 2 min            | Pénalités                                                                                                 | 6 min            |                  |                  |
| 38               | Tirs | 28               |                  |                  |

## Match des anciens
Avant le match de la LNH, un match entre anciens joueurs des Sénateurs est organisé avec les joueurs suivants :
| 15 décembre 2017 | Équipe Daniel Alfredsson | 12-3 | Équipe Chris Phillips | Ottawa |